# Langues kayagar
Les langues kayagar sont une famille de langues papoues parlées en Indonésie, dans la province de Papouasie.

## Classification
Les langues kayagar font partie des familles possiblement rattachées, selon Malcolm Ross, à la famille hypothétique des langues de Trans-Nouvelle-Guinée. Hammarström ne suit pas cette proposition et laisse aux langues kayagar leur statut de famille de langues à part entière.

## Liste des langues
Les trois langues kayagar sont :
- atohwaim (kaugat)
- groupe kaygir-tamagario
  - kayagar
  - tamagario